# Nikki Blonsky
Pour les articles homonymes, voir Blonsky.
Nikki Blonsky, née Nicole Margaret Blonsky le 9 novembre 1988 à Great Neck, dans l'État de New York (États-Unis), est une actrice et chanteuse américaine. Elle est connue pour avoir tenu le rôle de Tracy Turnblad dans la réadaptation cinématographique de 2007 de la comédie musicale Hairspray.

## Biographie

### Jeunesse
Née et élevée à Great Neck, fille de Karen et Carl Blonsky. Elle est d'origine tchèque et irlandaise par sa mère et juive ashkénaze par son père mais est élevée dans la foi catholique. Elle commence à chanter à l'âge de trois ans et des leçons de chant à partir de l'âge de neuf ans.
Pendant sa scolarité, elle participe à la mise en scène de plusieurs pièces dont Les Misérables, Sweeney Todd, Kiss Me, Kate ainsi que le rôle titre dans Carmen.

### Carrière
Dans plusieurs interviews, elle avoue avoir rêvé de jouer le rôle de Tracy Turnblad après avoir vu jouer Hairspray à Broadway,. Elle passe l'audition pour le film en 2006 et est choisie par Adam Shankman pour jouer dans l'adaptation cinématographique.
En 2009, elle apparaît dans un épisode d'Ugly Betty puis dans la série d'ABC Family, Huge mais celle-ci est annulée au bout de trois mois. En 2013, elle joue dans trois épisodes de Smash.

### Vie privée
Nikki Blonsky est ouvertement lesbienne.

## Filmographie

### Cinéma
- 2007 : Hairspray : Tracy Turnblad
- 2008 : Harold : Rhonda Baxter
- 2010 : Waiting for Forever : Dolores
- 2012 : The English Teacher : Shelia
- 2013 : Geography Club : Terese
- 2016 : Pup Star : Lady Paw Paw (voix)
- 2017 : Dog Years : Faith Cole
- 2018 : Pup Star: World Tour : Lady Paw Paw (voix)

### Télévision
- 2008 : Une taille de reine (Queen Sized) (téléfilm) : Maggie Baker
- 2009 : Ugly Betty (série TV) : Teri
- 2009 : Valemont (série TV) : Poppy
- 2010 : Huge (série TV) : Willamena Rader
- 2013 : Smash (série TV) : Margot

## Distinctions

### Récompenses
- Actors Awards 2023 : lauréate du prix du jury du meilleur doublage dans une série de podcast pour A Voice in Violet partagée avec Brooke Lewis Bellas, Bronson Pinchot, Eric Etebari, Nelson Lee et Wilson Jermaine Heredia
- Accolade Competition 2023 : lauréate du prix de l'Excellence de la meilleure narration pour A Voice in Violet
- Accolade Competition 2023 : lauréate du prix de l'Excellence de la meilleure distribution dans une série de podcast pour A Voice in Violet
- Communicator Awards 2023 : lauréate du prix de l'Excellence de la meilleure série de podcast pour A Voice in Violet

### Nominations
- Golden Globes 2008 : Meilleure actrice pour Hairspray